# Edith Méra
Pour les articles homonymes, voir Mera.
Edith Méra est une actrice et chanteuse italienne née le 7 janvier 1905 à Bolzano (Trentin-Haut-Adige) et morte le 24 février 1935 dans le 16e arrondissement de Paris.

## Biographie
De son vrai nom Edith Claire Zeibert, elle naît le 7 janvier 1905 à Bolzano (alors Bozen en Autriche-Hongrie), dans la région du Tyrol-du-Sud. Elle commence sa carrière sous le pseudonyme de Geneviève Mérane, mais en raison d'une homonymie, opte pour Edith Méra.
Entre 1930 et 1934, elle tourne une vingtaine de films dont plusieurs adaptations d'opérettes et de comédies musicales à succès.

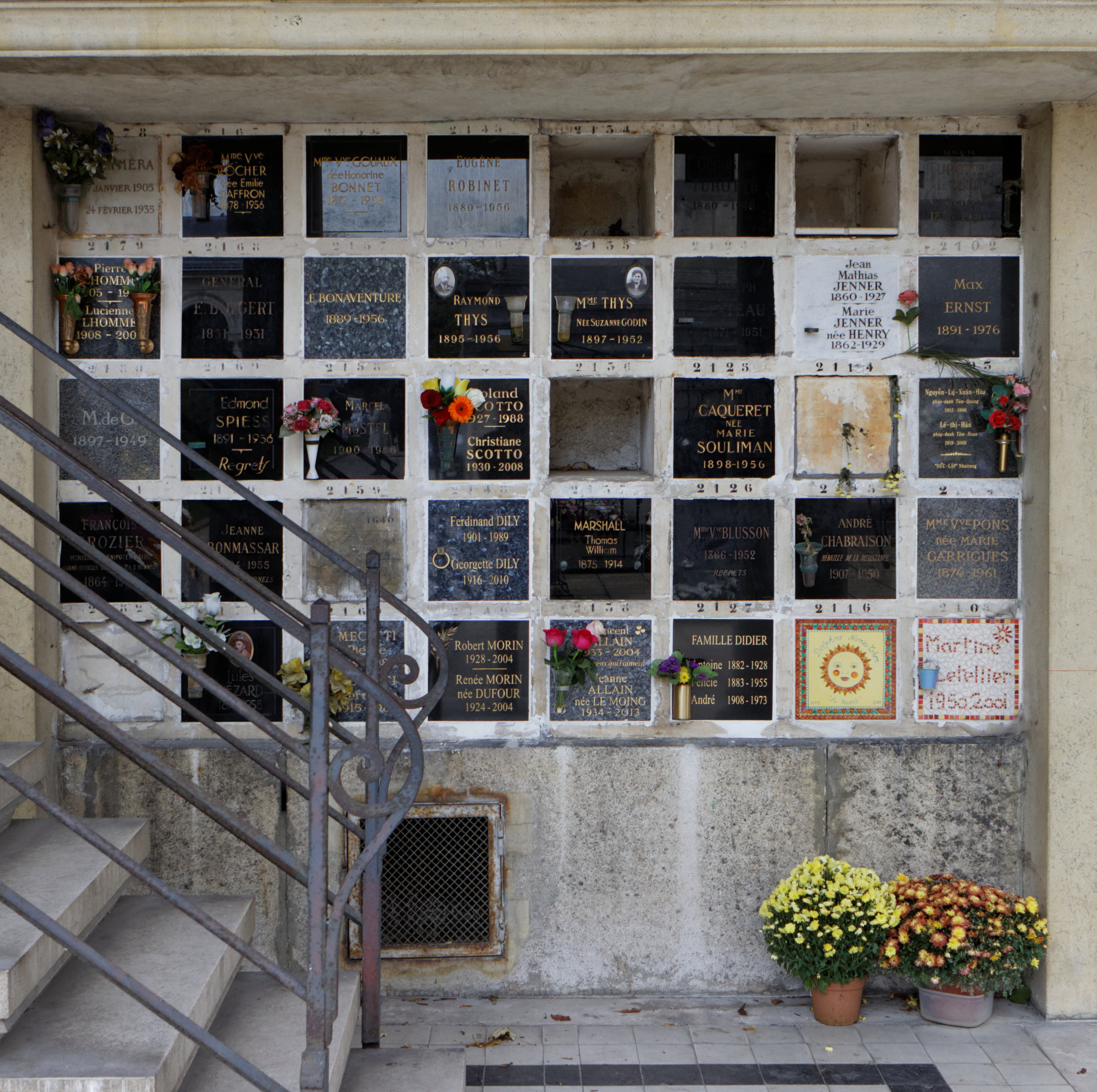
Plaque d'Edith Méra au columbarium du Père-Lachaise.

Elle meurt d'une septicémie provoquée par un abcès à la lèvre mal soigné le 24 février 1935, à l'âge de 30 ans, à l'Hôpital italien de la villa Molière dans le 16e arrondissement de Paris, alors que débute le tournage de Divine de Max Ophüls, où elle devait interpréter le rôle de Dora (elle sera remplacée par Gina Manès)
Elle est inhumée au columbarium du Père-Lachaise (case 2 178).

## Théâtre
- 1931 : Encore cinquante centimes d'André Barde, musique de Maurice Yvain et Henri Christiné, théâtre des Nouveautés[3] : Héléna Tubassek
- 1932 : Le progrès s’amuse, revue de Rip, théâtre des Capucines

## Filmographie
- 1930 : Arthur de Léonce Perret
- 1931 : L'Homme qui assassina de Curtis Bernhardt et Jean Tarride
- 1931 : Mam'zelle Nitouche de Marc Allégret : Corinne
- 1931 : Miche de Jean de Marguenat
- 1931 : Le Mille-pattes, court métrage de Jean de Marguenat
- 1931 : Mon amant l'assassin de Solange Térac
- 1931 : Monsieur le maréchal de Carl Lamac
- 1931 : Un soir de rafle de Carmine Gallone
- 1932 : Champion de boxe, court métrage de Robert Bossis
- 1932 : Criez-le sur les toits de Karl Anton
- 1932 : Mademoiselle Josette, ma femme d'André Berthomieu
- 1932 : Simone est comme ça de Karl Anton
- 1932 : Les Trois Mousquetaires d'Henri Diamant-Berger
- 1932 : Une étoile disparaît de Robert Villers
- 1933 : La Poule de René Guissart
- 1933 : Château de rêve de Géza von Bolváry et Henri-Georges Clouzot
- 1933 : La Fusée de Jacques Natanson
- 1933 : Iris perdue et retrouvée de Louis Gasnier
- 1933 : Je te confie ma femme de René Guissart
- 1933 : Le Père prématuré de René Guissart
- 1934 : Le Comte Obligado de Léon Mathot
- 1934 : Fédora de Louis Gasnier
- 1934 : La Flambée de Jean de Marguenat
- 1934 : Poliche d'Abel Gance
- 1934 : Prince de minuit de René Guissart

## Iconographie
- Edith Méra dans « Les Trois Mousquetaires », affiche de Paul Colin, 1933, Musée du design de Zurich.